# Göran Nyberg
Göran Lennart Nyberg, född 27 juli 1953 i Västra Frölunda församling i Göteborg, är en svensk politiker.
Göran Nyberg var under åren 1998 till 2002 centerpartistiskt kommunalråd och kommunstyrelsens ordförande i Munkedals kommun.
Nyberg växte upp i Göteborg, från 1960 i Floda och från 1966 i Munkedal, där fadern Arne Nyberg var försäljningschef på Munkedals bruk. Efter skoltiden i Munkedal och Uddevalla studerade[förklaring behövs] Göran Nyberg fram till 1979 i Göteborg, varefter han var lokalredaktör i Munkedal för Bohusläningen. Efter några år på Bohusläningen, sista åren som kvällsreporter på centralredaktionen i Uddevalla, började han på Uddevalla-Posten. Göran Nyberg blev småningom chefredaktör för alla tidningarna i Västerbygdens ekonomiska förening, men slutade 1988 för att tillsammans med sin fru ta över Saltkällans Sjukhem.
1995 anställdes han av Hushållningsskapet för att bygga upp Tingvalls Eko i Bullaren, en utbildnings- och demonstrationsanläggning för ekologi och kretslopp.
Utan att då vara invald i kommunfullmäktige utsågs han efter valet 1997 till kommunstyrelsens ordförande i Munkedal en post som han innehade mandatperioden ut.
Därefter återinträdde Nyberg i tidningsbranschen som VD för Nya Västerbygdens Tidnings AB.
2018 valdes han in i Munkedals kommunfullmäktige igen, denna gång för Liberalerna. Han utsågs då till vice ordförande i kommunstyrelsen.
År 1984 gifte sig Göran Nyberg med Solveig Gustafsson. Paret fick sönerna David Nyberg (född 1985) och Johannes Weiberg (född 1987).